# 질폐쇄술
질폐쇄술(Colpocleisis, 고대 그리스어: kolpos, '빈', cleisis, '폐쇄')은 질의 앞벽과 뒷벽을 폐쇄하는 외과적 시술이다.
이 시술은 침투적인 질 성교를 더 이상 원하지 않는 재발성 또는 심각한 골반장기탈출증이 있는 여성에게 적응증이 있다. 질폐쇄술에는 부분 질폐쇄술과 완전 질폐쇄술 두 가지 유형이 있다. 부분 (LeFort) 질폐쇄술은 아직 자궁을 가진 환자에게 적응증이 있으며, 완전 질폐쇄술은 이미 자궁적출술을 받은 환자에게 적응증이 있다.
시술 자체에 대해 설명하자면, 부분 (LeFort) 질폐쇄술은 다음 단계를 포함한다. 먼저 질을 바깥쪽으로 당겨 뒤집어 자궁경부가 시술자에게 가장 가깝도록 한다. 질의 앞벽과 뒷벽의 상피층을 박리한 다음, 봉합사를 자궁경부와 측벽을 따라 근접시켜 질을 폐쇄한다. 그런 다음 질을 정상 해부학적 위치로 다시 뒤집는다. 부분 (LeFort) 질폐쇄술은 완전 질폐쇄술보다 더 흔하게 시행된다. 완전 질폐쇄술 단계는 시술 섹션을 참조한다. 부분 질폐쇄술 후 가장 흔한 합병증은 요로감염증이다.
질폐쇄술을 받는 환자의 주요 사회경제적 인구 통계는 71세 이상의 백인 환자이며 메디케어를 보험으로 가지고 있는 환자이다. 환자가 시술의 비가역적인 성격을 이해하도록 보장하기 위해 공동 의사 결정이 필수적이다. 특히 환자가 고령이거나 인지 기능이 저하된 경우, 가족이나 간병인이 동의 과정에 참여하는 경우가 많다.

## 적응증

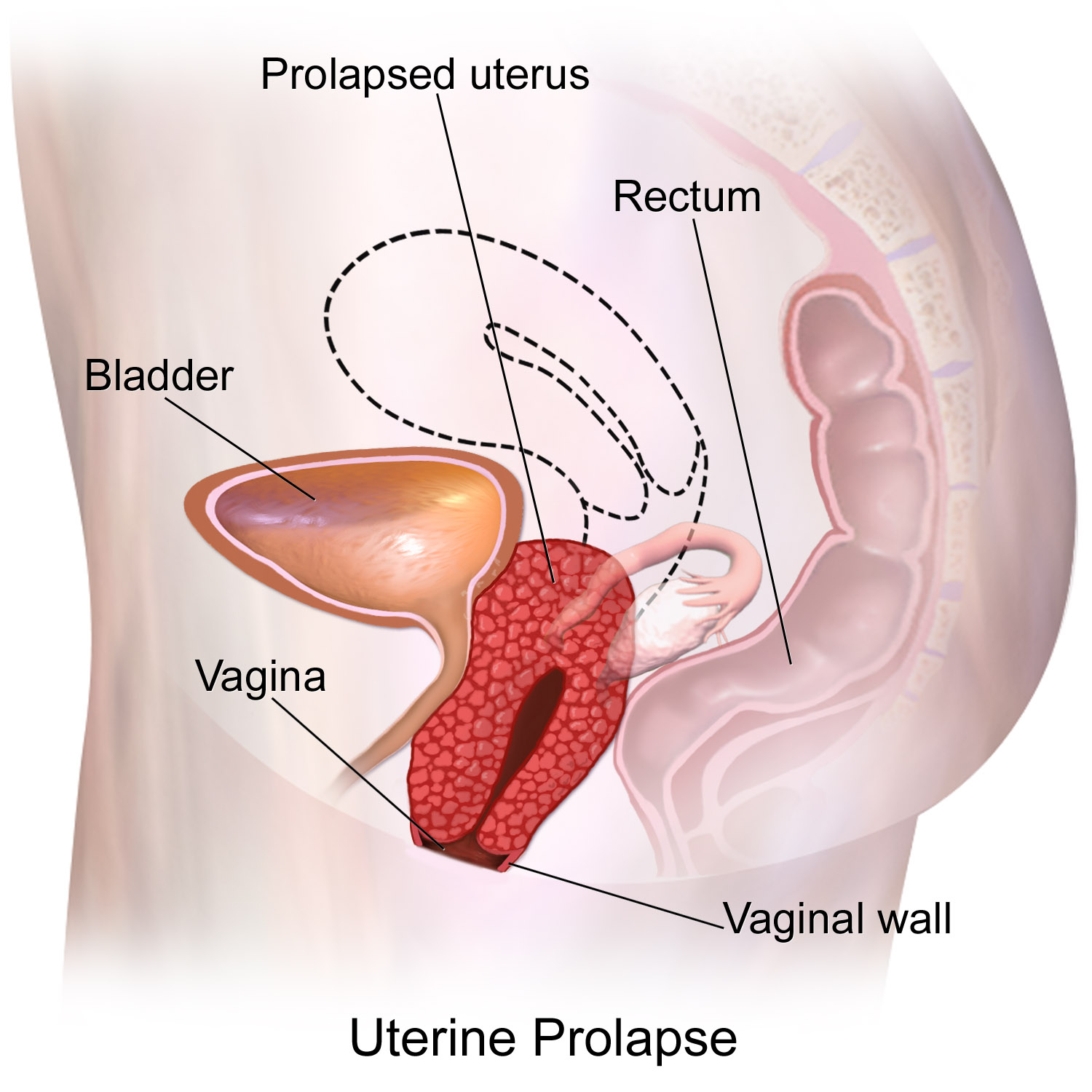
자궁탈출증을 묘사한 의료 일러스트.

질폐쇄술의 가장 흔한 적응증은 골반장기탈출증이다. 골반장기탈출증에는 재건술 및 폐쇄술 외과적 옵션이 있다. 재건술 옵션에는 메쉬 보강 시술과 자가 조직 복구가 포함되는 반면, 질폐쇄술과 같은 폐쇄술은 성생활에 대한 욕구가 없는 고령 환자에게 고려되는 경우가 많다. 환자의 재건술 대 폐쇄술 선택은 각 시술의 위험 및 이점, 현재 및 미래의 성생활, 환자의 동반 질환 등 여러 요인에 따라 달라진다.
질폐쇄술의 적응증에는 보존적 방법으로 해결되지 않는 심각한 골반장기탈출증, 재건술을 견딜 수 없는 환자, 더 이상 질 성교를 계획하지 않는 환자가 포함된다.

### 부분 대 완전 질폐쇄술
자궁이 완전히 탈출되어 있고 아직 자궁을 가지고 있으며 지속적인 성 기능에 관심이 없는 환자에게는 부분 질폐쇄술이 적응증이 있다. 자궁적출술을 이미 받았고 지속적인 성 기능에 관심이 없는 골반장기탈출증 환자에게는 완전 질폐쇄술이 적응증이 있다. 질이 완전히 뒤집힌 경우, 완전 질절제술 및 완전 질폐쇄술이 1차 시술로 적응증이 있다.

## 시술

### 수술 전 준비
수술 전에는 일반적으로 자궁경부세포진 검사, 경질 초음파, 자궁내막 조직 검사를 시행한다. 30분 이상 지속되는 부인과 수술에는 혈전 형성을 예방하기 위해 저분자량 헤파린 또는 비분할 헤파린을 사용한 정맥혈전색전증 예방도 포함해야 한다. 항생제를 사용한 수술 전 장 준비는 대장 수술의 감염률을 낮출 수 있지만, 부인과 수술에는 효과적으로 입증되지 않았으므로 적응증이 아니다. 또한 수술 전 스트레스성 요실금 평가도 시행한다.

### 질폐쇄술

#### 부분 질폐쇄술 (LeFort)

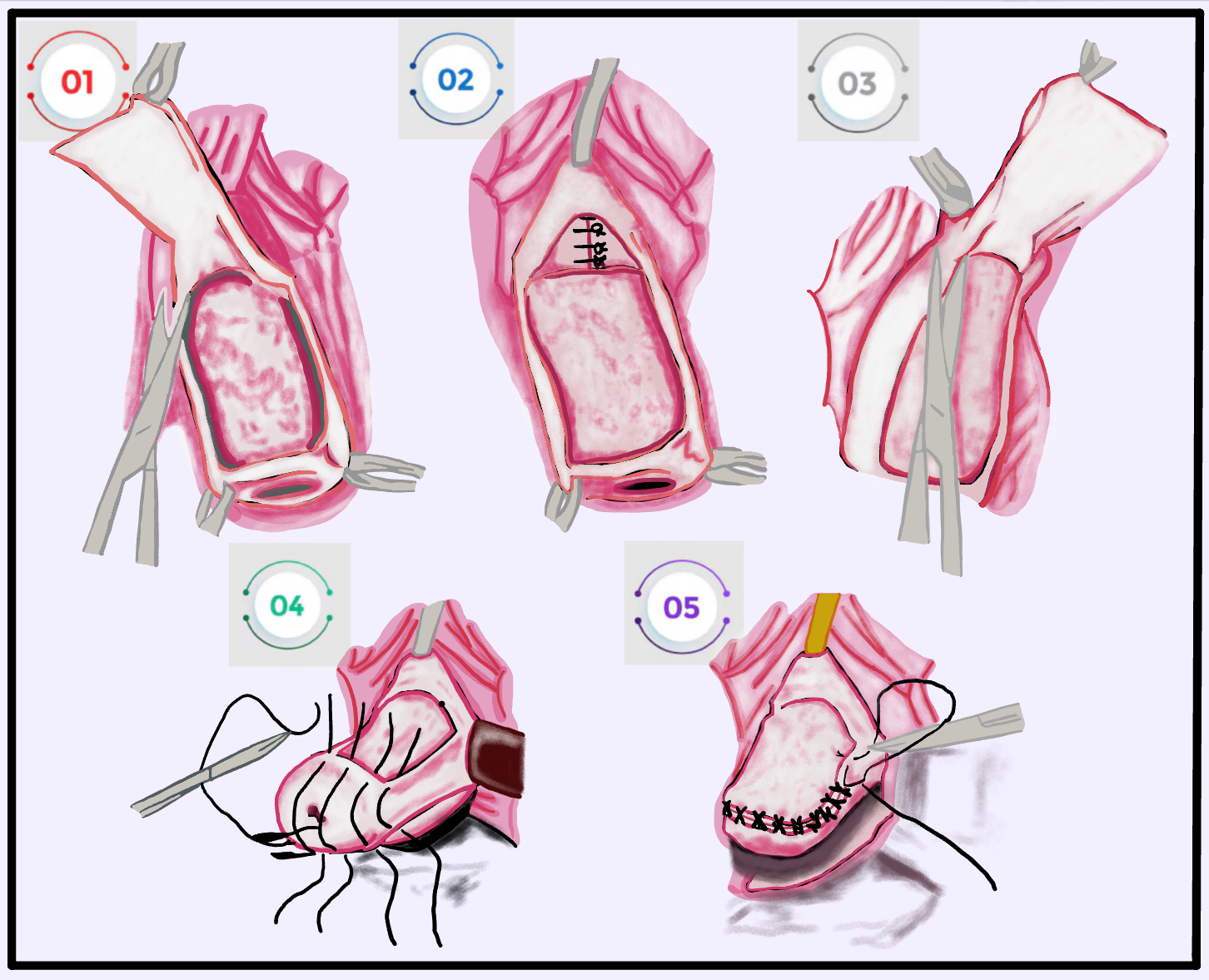
부분 LeFort 질폐쇄술 시술 단계

부분 질폐쇄술의 경우, 자궁경부를 바깥쪽으로 당겨 질을 뒤집는다. 그런 다음 질에 국소 마취제를 주입하고 폴리 카테터를 요도에 삽입한다.
1. 마킹펜으로 질의 앞벽과 뒷벽에 제거할 영역을 식별하기 위해 직사각형을 그린다. 날카로운 박리로 질 앞벽의 상피층을 제거한다.
2. 방광 경부의 과도한 조직을 접어 함께 봉합한다.
3. 질 뒷벽의 상피층을 제거한다.
4. 자궁경부를 따라 봉합사를 근접시킨다.
5. 질 앞벽과 뒷벽의 잘린 가장자리를 봉합한다. 그런 다음 질을 정상 해부학적 위치로 다시 뒤집는다. 질이 뒤집힌 후, 위쪽 가장자리와 아래쪽 가장자리를 함께 봉합한다.[2]

#### 완전 질폐쇄술
완전 질폐쇄술의 경우, 탈출증의 가장 돌출된 부분을 고정하고 국소 마취제를 주입한다. 탈출증 기저부를 따라 절개를 한다. 마킹펜으로 제거할 질 부분을 표시한다. 그런 다음 질의 상피를 날카롭게 제거하고, 질벽의 근육층 대부분은 그대로 둔다. 그런 다음 봉합사를 주름처럼 놓고 질을 정상 해부학적 위치로 다시 뒤집는다.

### 수술 후 관리
수술 후 환자는 일반적으로 병원에서 하룻밤 입원한다. 혈전 형성을 예방하기 위해 환자는 조기에 걸어 다니고 움직이는 것이 권장된다. 골반장기탈출증이 재발하는 것을 방지하기 위해 수술 후 최소 6주 동안은 무거운 물건을 들지 않도록 해야 한다.

## 합병증
전반적으로 질폐쇄술은 일반적으로 높은 성공률과 낮은 합병증 발생률과 관련이 있다. 성교 능력 상실로 인한 수술 후 후회는 0~9%의 유병률로 환자에게 발생한다. 다른 합병증으로는 출혈, 수술 후 감염, 마취 합병증, 방광염, 혈전 등이 포함되지만 이에 국한되지는 않는다.

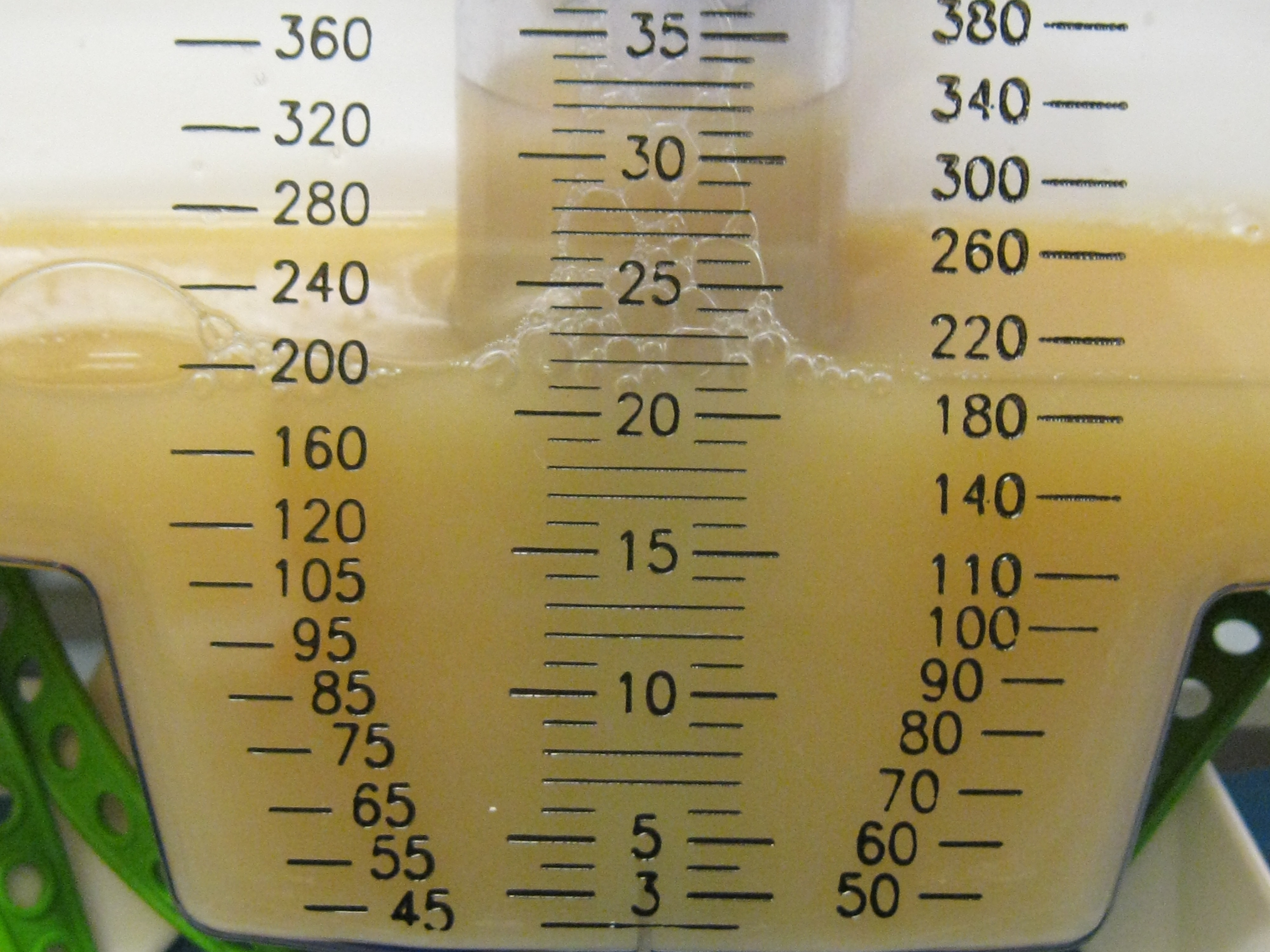
심각한 요로감염증 환자의 혼탁한 소변.

LeFort 질폐쇄술을 받은 여성 283명을 대상으로 한 연구에서 8.1%가 수술 후 합병증을 경험했으며, 가장 흔한 합병증은 요로감염증이었다. 만성 폐쇄성 폐질환, 편마비, 전이된 암, 개방성 상처 감염과 같은 동반 질환이 있는 환자는 수술 후 합병증 발생률 증가와 관련이 있었다.
연구에 따르면 완전 질폐쇄술과 동반 자궁적출술을 함께 시행할 때 합병증 위험이 증가한다. 이러한 위험에는 더 긴 수술 시간과 출혈 증가가 포함된다. 현재 권장 사항은 질폐쇄술과 동반 자궁적출술은 환자가 폐경 후 출혈이 있거나 자궁내막암 또는 자궁경부암 위험 요인이 있는 경우에만 시행해야 한다는 것이다.

## 역사
1867년, 바르샤바의 노이게바우어(Neugebauer)는 골반장기탈출증 치료법으로 처음 도입된 질폐쇄술을 시행했다. 10년 후, 파리의 르포르(LeFort)는 다음 질폐쇄술을 시행하고 자신의 발견을 발표했다. 원래의 시술에는 자궁적출술이 포함되지 않았다. 르포르는 부분 질폐쇄술을 설명했는데, 이는 질의 앞벽과 뒷벽의 상피층을 제거하고 앞벽과 뒷벽의 가장자리를 서로 봉합하는 시술이다. 시술이 완료되면 자궁이 보존되는 경우 배액 통로를 만들기 위해 격막 양쪽에 작은 질관이 존재한다.

## 사회 및 문화
질폐쇄술을 받는 환자의 주요 사회경제적 인구 통계는 71세 이상의 백인 환자이며 메디케어를 보험으로 가지고 있는 환자이다. 골반장기탈출증은 때때로 오명을 받는데, 이는 요실금 및 성 기능과 같은 민감한 주제를 포함하기 때문이다. 이러한 오명 때문에 일부 여성은 치료를 늦출 수 있다. 질폐쇄술은 질관을 폐쇄하는 시술로, 영구적인 질 성교 능력 상실을 초래한다. 일부 환자에게는 탈출증 증상 해결로 인한 삶의 질 향상 때문에 이러한 절충안이 수용 가능하다. 그러나 문화적 규범과 개인의 성적 가치는 치료 결정에 영향을 미칠 수 있다.
질폐쇄술은 일반적으로 성적으로 활동하지 않거나 향후 질 성교를 원하지 않는 환자에게 제공된다. 환자가 시술의 비가역적인 성격을 이해하도록 보장하기 위해 공동 의사 결정이 필수적이다. 사전동의 과정에는 종종 가족 구성원 또는 간병인이 참여하는데, 특히 환자가 고령이거나 인지 저하가 있는 경우 자율성 및 대리 결정에 대한 잠재적인 윤리적 복잡성을 야기한다.

### 질폐쇄술 대 여성 성기 절제
질폐쇄술과 여성 성기 절제(FGM) 사이에는 매우 뚜렷한 차이가 있다. 질폐쇄술은 심각한 골반장기탈출증이 있는 고령 환자의 질벽을 폐쇄하기 위해 의학적으로 지시된 시술이다. 반면 여성 성기 절제는 유아기부터 15세 사이의 어린 소녀들에게 시행되며, 음순 폐쇄, 음핵 귀두 및 소음순 제거 또는 질 입구를 덮는 것을 포함하며, 비의학적 이유로 시행된다.

2020년 기준 전 대륙의 여성 성기 절제 유병률.

세계보건기구에 따르면 오늘날 아프리카, 중동, 아시아 국가에서 2억 3천만 명이 넘는 소녀와 여성이 FGM을 받았다. 특정 문화에서는 FGM이 사회적 규범으로 간주되며 여성이 성인 및 결혼 생활을 준비하는 방법이자 혼전 순결을 장려하는 방법이기도 하다. FGM은 건강상의 이점이 없으며 국제적으로 인권 침해로 인정된다.

## 같이 보기
- 질절제술
- 질 폐쇄

## 참고문헌
- 《Comprehensive Gynecology》 4판. Stenchever-Droegermueller. 580–581쪽.